# 전격마왕
전격마왕(電撃マオウ, Dengeki Maō)은 아스키 미디어 웍스(구 '미디어웍스')에서 발행하는 일본의 성인 잡지이다. 2005년 10월 27일에 처음 판매를 시작했으며 매달 27일에 판매된다. 이 잡지에서는 비디오 게임, 일본 만화, 라이트 노벨에 대한 정보를 제공한다. 전격 흑마왕이라는 잡지의 특별판이 2007년 9월부터 2010년 6월까지 분기별로 발행되었다.

## 연재 시리즈

### 전격마왕
- 블랙 불릿
- 박살천사 도쿠로
- 돼지의 간은 가열해라
- 마계전기 디스가이아 2
- 신무월의 무녀
- 이리야의 하늘, UFO의 여름
- 함대 컬렉션
- 롯테의 장난감!
- 여신전생 페르소나 4
- 프린스 오브 스트라이드
- 성우 라디오의 속사정
- 늑대와 향신료
- 테일즈 오브 디 어비스
- 어리석은 천사는 악마와 춤춘다
- 아이돌마스터
- 전생 왕녀와 천재 영애의 마법 혁명
- 이 미술부에는 문제가 있다!
- 칭송받는 자

### 전격흑마왕
- 헤비 오브젝트
- 키즈아토
- 여신전생 페르소나 3
- 여신전생 페르소나 4
- 퀸스 블레이드